# Rathaus Haldensleben

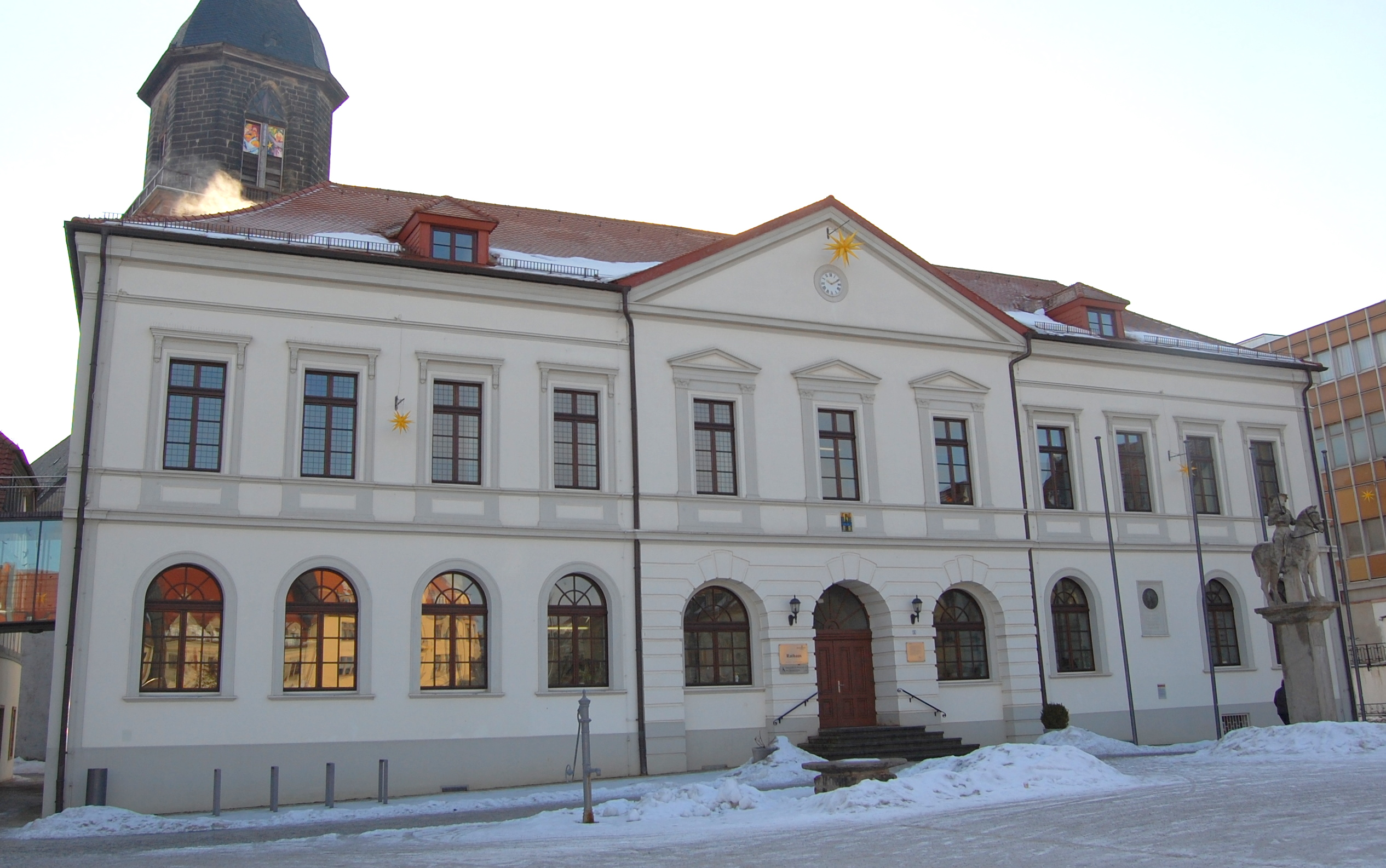
Rathaus Haldensleben

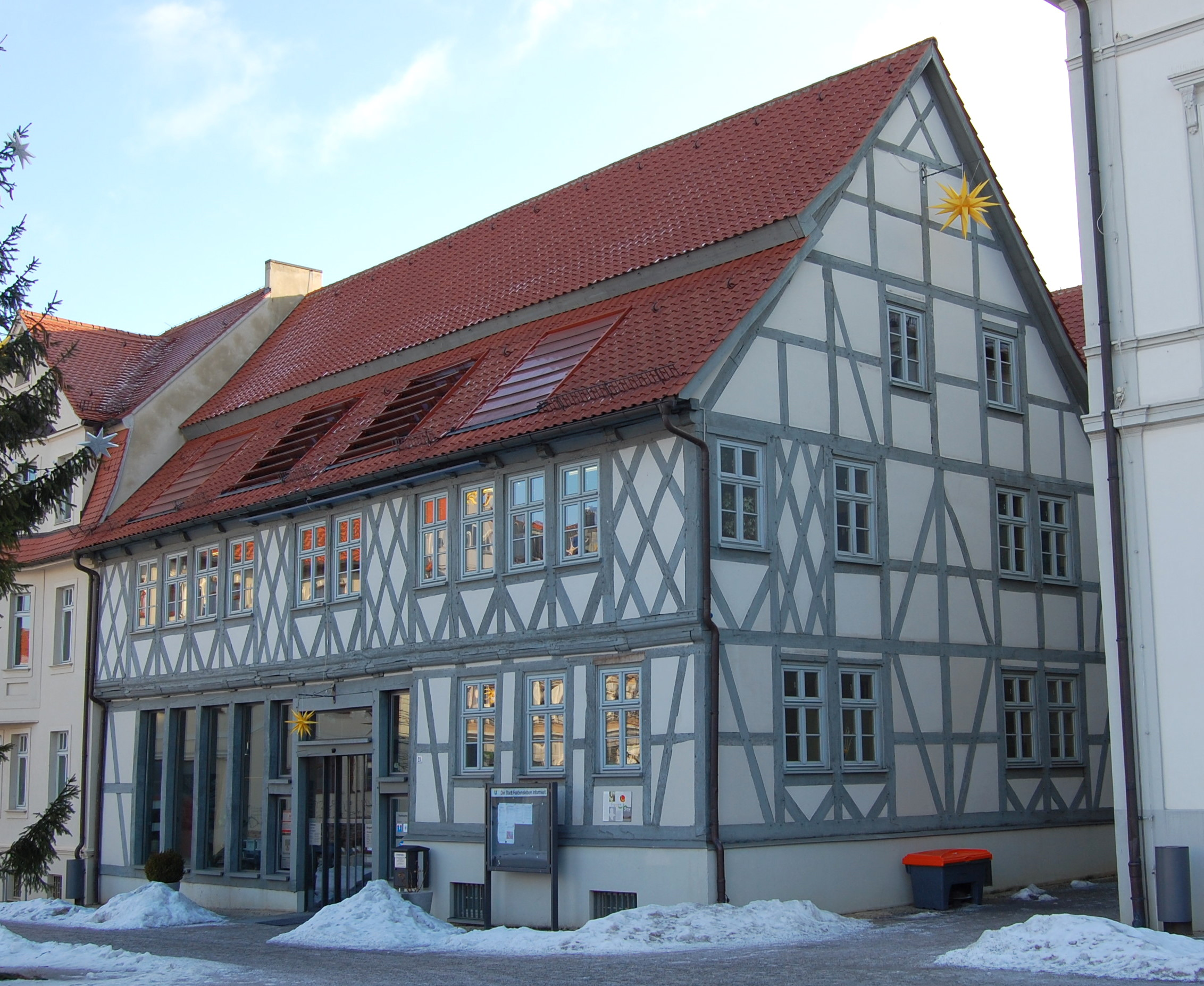
Haus Markt 21

Das Rathaus Haldensleben ist das Rathaus der Stadt Haldensleben in Sachsen-Anhalt.
Das zweigeschossige Gebäude befindet sich an der östlichen Seite des Marktplatzes (Hausnummer 22) der Stadt. Es verfügt über eine elfachsige Fassade mit einem von einem Giebel überspannten dreiachsigen Mittelrisalit. An gleicher Stelle stand ein 1579 errichteter Vorgängerbau. Eine mit Wappen und Inschrift versehene Reliefplatte dieses Gebäudes wurde in das heutige Rathaus integriert. Dieses wurde von 1701 bis 1703 zunächst im barocken Stil erbaut. Im Jahr 1707 wurde eine Ratsapotheke eingerichtet. In den Jahren 1815 bis 1823 fand ein grundlegender Umbau im Stil des Klassizismus statt, der noch heute das Erscheinungsbild des Rathauses prägt. An der Ostseite des Gebäudes wurde 1910 ein Erweiterungsbau angefügt. Das hierbei entstandene Treppenhaus verfügt über eine sehenswerte Verglasung im Jugendstil.
Am Eingang zum denkmalgeschützten Rathaus befindet sich eine im Jahr 1905 zum 100. Todestag Friedrich Schillers vom Bildhauer Rudolf Uffrecht geschaffene Plakette.
Ab dem Jahr 2000 wurden die nördlich des Rathauses befindlichen historischen Wohngebäude in das Rathaus einbezogen. Besonders markant ist das mit einem aus Rautenkreuzen bestehenden Zierfachwerk versehene Haus Markt 21 aus dem Jahr 1662. Der über ein Tonnengewölbe verfügende Keller des Hauses ist noch älteren Datums. Im 1722/23 gebauten Hinterhaus finden sich Reste einer schwarzen Küche. Haus 20 entstand 1891 und weist Jugendstilelemente auf.
Vor dem Rathaus auf dem Marktplatz befindet sich der Haldensleber Roland und der Breite Stein.